# Obitus
Obitus est un jeu vidéo de rôle développé par Scenario Developments et édité par Psygnosis en 1991 sur Amiga, puis porté fin 1991 sur Atari ST et DOS.

## Trame
Vous incarnez Wil Mason, un professeur d'histoire qui rentre chez lui dans sa Volvo en empruntant les routes du pays de Galles. Il y a un orage et il finit par piquer du nez au volant, pour finir dans un fossé. Comme il pleut à verse, il cherche à se mettre à l'abri et découvre une tour érodée par le temps. Il s'y réfugie, et s'endort. À son réveil, il constate qu'il a changé d'habits et que les portes de la tour sont toutes verrouillées... Cependant, il trouve une clé au sol.
C'est ainsi que l'histoire commence. 
La préface de l'histoire d'Obitus est la suivante : 
Le bon roi Cirkassia régnait sur le royaume du Middlemere, pays prospère, où les gens étaient heureux et ne manquaient de rien. Mais voilà, il était obsédé par le fait d'avoir des enfants, héritiers pouvant prendre sa succession.
DomaKk, l'horrible sorcier basé dans les tréfonds du château de Drakehurst, eut vent de la rumeur au sujet de l'obsession du roi. Ce dernier prépara son coup car il ne supportait pas les royaumes prospères et fit ce qu'il fallait pour mettre le roi dans sa poche pour pouvoir provoquer sa chute, et finalement lui proposa une rencontre galante avec une gente dame. Le roi fit un mariage extraordinaire tel que le Middlemere n'en avait jamais vu.
Il eut ainsi quatre fils, faisant de lui un homme fier. Malheureusement, au fil des années, le sort que DomaKk avait jeté prit place, ils grandissaient, et plus le temps passait, et plus ils se haissaient les uns les autres. 
Lorsque le roi mourut, les quatre garçons se firent la plus horrible des guerres, cette dernière donnant l'impression de ne jamais pouvoir s'arrêter, et séparèrent le royaume en quatre comtés.  
Il y eut un jour où une étrange machine fit son apparition au centre du Middlemere, et les gens en avaient une peur bleue. Ceci arriva aux oreilles des quatre frères, qui s'emparèrent chacun de parties de la machine. Ils comprirent alors que chaque partie renforçait la force de leur pouvoir à régner sur leurs peuples respectifs. 
Ce qui n'est pas décrit dans le manuel, c'est que vous avez été téléporté en l'an de grâce 1190, au Moyen Âge. Vous n'êtes pas là par hasard, ce sont les érudits qui vous ont fait venir afin que vous renversiez les quatre frères et pacifiiez chacun des quatre comtés du royaume, et pour finir trouver un moyen de quitter Middlemere pour retourner chez vous.

## Système de jeu
Il y a plusieurs choses non expliquées dans le manuel, dont certaines très importantes :
Si vous vous faites toucher par un ennemi, vous perdez de l'énergie, mais, le jeu est également doté d'un système qui prend en compte le poids de ce que vous transportez. En portant trop de charge, vous vous fatiguez très vite, et ça vous amène rapidement à mourir.
Il faut vraiment ne prendre que l'essentiel dans les objets, manger, boire et dormir aussi fréquemment que possible.
Votre quête consiste à parcourir chacun des quatre comtés, un comté étant gouverné par un seigneur (fils du roi Cirkassia), qui a déployé des chevaliers et des archers dans ses bois, bois qui ont comme centre la tour dans laquelle vous démarrez le jeu.
Chaque comté recèle une grosse pierre que vous devrez récupérer. Chacun des quatre seigneurs détient une de ces pierres, qui sont en fait des parties de la machine dont parle le manuel du jeu. Vous rencontrerez de nombreux personnages, certains étant amicaux, d'autres neutres, et enfin pour ceux qui restent, vos ennemis. Ils peuvent vous communiquer des informations importantes qui vous permettront d'avancer dans le jeu, mais vous proposeront aussi de faire du troc.
Le jeu utilise une 3D simulée pour les zones en labyrinthe, et une 2D avec parallaxes pour les sections arcade.
Le jeu tout entier est constitué de forêts, de donjons, de châteaux, avec une mine et des catacombes. 
Les catacombes dans Obitus relient chacun des quatre comtés en souterrain.
Il est fortement conseillé de tracer la carte de chaque zone visitée, cela rend l'orientation du joueur plus facile.

## Technique
La version Amiga du jeu est célèbre pour sa protection contre la copie. John White, le directeur des opérations logicielles chez Psygnosis a programmé un système d'encodage de bits, permettant de stocker 1173 ko de données sur une disquette double densité pouvant normalement contenir 880 ko. L'inconvénient de ce système est l'impossibilité de s'assurer de l'intégrité des données par le biais de checksum. Les informations ont été confirmées par John White lui-même sur la page Facebook 'Psygnosis Eternal'. Il expliquait par ailleurs que son système a permis à Psygnosis d'économiser des milliers de livres sterling en frais de duplication, car le jeu tenait sur trois disquettes au lieu de quatre si le jeu avait utilisé un système de pistes traditionnelles. Le jeu a été programmé par Giulio Zicchi, sur un IBM PC à l'aide du système de développement SNASM, qui permet via une carte spécialisée de connecter le PC de développement à la plateforme cible.

## Portage
Le jeu a été converti sur Atari ST et sur IBM PC au 3e trimestre de 1991, puis porté par Bullet-Proof Software en 1994 sur Super Nintendo.
La version Atari ST utilise un format de pistes spéciales, sans aucun secteur, et tient sur deux disquettes. Le jeu est sorti précisément en septembre 1991. Le jeu utilise également une protection par mots à vérifier dans le manuel.
La version IBM PC est la seule qui ait été vendue en plusieurs langues. La version Amiga originale, les versions ST et SNES sont strictement en anglais. Celle-ci est installable sur disque dur, et n'est pas protégée contre la copie.
Cette version Super Nintendo n'est sortie qu'aux États-Unis. Bullet-Proof Software a simplifié le système de déplacement du jeu, le joueur voit de manière plus distincte les chemins possibles, et les icônes des versions micro ont été remplacées par un système de menu.